# Personaggi di Hunter × Hunter
Questa voce raggruppa tutti i personaggi della serie Hunter × Hunter scritta dal mangaka Yoshihiro Togashi.

Gon e Killua.

## Protagonisti

### Gon Freecss
Gon Freecss (ゴン＝フリークス?, Gon Furīkusu) è il protagonista del manga. È il figlio 11enne di uno dei più grandi hunter conosciuti, Ging Freecss. Vuole seguire le orme del padre e diventare a sua volta un hunter per sperare un giorno di reincontrarlo. Dimostra fin dalla prima prova dell'esame una fortissima sensibilità, una testardaggine fuori dal comune e un'innata abilità nell'avvertire i cambiamenti naturali ed ha una grande forza fisica. Inoltre può parlare con alcuni animali ed è molto coraggioso.
È un rafforzatore.

### Killua Zoldyck
Killua Zoldyck (キルア＝ゾルディック?, Kirua Zorudikku, Zoldik nella versione italiana del volume 31, Zaoldyeck nei titoli di coda italiani dell'anime del 1999 e nel titolo dell'episodio 60, ma pronunciato comunque Zoldick) è un ragazzino che ha la stessa età di Gon e proviene dalla rinomata famiglia di assassini Zoldyck. È scappato di casa per seguire la sua strada e ha provato l'esame di hunter solo per curiosità, visto che aveva sentito fosse molto difficile. Ha i capelli bianchi, lisci e perennemente arruffati. Fin da piccolo è stato sempre abituato a resistere alle più atroci torture per diventare più resistente e più forte, ciò lo ha reso in grado di sopportare le scariche elettriche più potenti ed è immune a qualsiasi veleno, oltre ad essere dotato di tutte le basiche capacità per l'assassinio insegnate nella famiglia, come la capacità di dislocare e riassestare le ossa del suo corpo per potersi liberare se imprigionato, può vedere al buio perfettamente, rendere la mano più affilata di un coltello per strappare il cuore al nemico, è impossibile da sentire persino quando corre, può creare delle immagini residue di sé con un particolare modo di camminare ed è dotato di una forza sovrumana, tale da poter spostare 16 tonnellate (64 dopo ulteriori allenamenti). Oltre a questo, Killua può assumere una seconda personalità a comando, ciò avviene quando si focalizza sul voler assassinare qualcuno al punto da concentrare le sue forze e la sua attenzione, rendendo ogni sua qualità affinata al meglio. Oltretutto è desideroso di trovare degli amici veri, come Gon, che gli sono sempre mancati. 

### Kurapika
Kurapika (クラピカ?, Kurapika, Curarpikt nei titoli di coda italiani dell'anime e nei titoli degli episodi) è l'ultimo membro vivente del clan dei Kuruta e il secondo compagno che Gon incontra nel suo viaggio per diventare hunter. Kurapika ha posto come scopo della sua vita la vendetta nei confronti della Brigata Fantasma, che, quattro anni prima dell'inizio degli eventi, ha sterminato tutto il suo clan per impadronirsi degli occhi scarlatti, una caratteristica unica della sua gente. Kurapika partecipa all'esame perché ritiene che diventando un Blacklist Hunter avrà accesso a molte informazioni che lo potrebbero aiutare nella sua vendetta. Kurapika è anche un fortissimo combattente e, apprendendo il nen, sviluppa un'abilità eccezionale. Egli, infatti, usando gli occhi scarlatti, può trasportare il suo nen dal gruppo della materializzazione a quella della specializzazione essendo, quindi, in grado di usare tutte le abilità nen al 100%. Kurapika è solito vestirsi con abiti tipici del suo clan e possiede una capacità razionale fuori dal comune.

### Leorio Paladiknight
Leorio Paladiknight (レオリオ＝パラディナイト?, Reorio Paradinaito, Leolio nella traduzione dei primi volumi del manga) è il primo personaggio incontrato da Gon durante il suo viaggio. Egli desidera diventare un hunter per poter avere a disposizione le enormi risorse finanziarie della categoria, nell'intento di diventare medico. Infatti, da giovane, Leorio ha subito la perdita del suo migliore amico per una malattia troppo costosa da curare. Diventerà ben presto amico di Gon e Kurapika sviluppando con quest'ultimo un particolare rapporto.

## Associazione Hunter
L'Associazione Hunter è un'organizzazione che racchiude tutti coloro che hanno superato l'esame di ammissione per diventare hunter. Un membro dell'associazione, una volta superato l'esame, consegna a ogni vincitore la leggendaria licenza di hunter, una speciale card che permette comodità e lussi che solo gli hunter professionisti possono avere. Con questa sorta di carta di credito un hunter può accedere al sito degli hunter: il sito internet più ricco di informazioni e aggiornato del mondo, avere il 95% di sconto su qualsiasi servizio pubblico, avere libero accesso al 90% dei paesi del globo senza problemi con le frontiere e nessuna responsabilità legale nel caso in cui un hunter sia costretto a commettere un omicidio.
- Biscuit Krueger
- Botobai Gigante
- Buhara
- Cheadle Yorkshire
- Cluck
- Geru
- Ging Freecss
- Ginta
- Gon Freecss
- Hanzo
- Hisoka
- Illumi Zoldick
- Isaac Netero
- Kite
- Kanzai
- Killua Zoldick
- Kurapika
- Leorio Paladiknight
- Menchi
- Mizaistom Nana
- Morel
- Knuckle Bine
- Knov
- Palm Siberia
- Pariston Hill
- Piyon
- Pokkle
- Lippo
- Saccho Kobayakawa
- Saiyu
- Satotsu
- Shoot MacMahone
- Melody
- Shalnark
- Tsezguerra
- Baise
- Wing

## Aspiranti Hunter
Partecipanti al 287° esame per diventare Hunter, che si svolge all'inizio del manga.
Fratelli Amori (アモリ3兄弟?, Amori San Kyoudai)
Amori (アモリ?, Amori), Umori (ウモリ?, Umori) e Imori (イモリ?, Imori) sono tre personaggi partecipano all'esame nello stesso anno di Gon. Benché non siano esperti combattenti o dotati di particolari tecniche, riescono a raggiungere la 4ª prova grazie alla loro collaborazione e al gioco di squadra. Tuttavia, durante questa prova, saranno sconfitti ed eliminati dall'esame da Killua. I fratelli Amori parteciperanno anche al torneo dell'Arena Celeste, facendo però solo una sparuta apparizione, prima di essere battuti da Gon. Parteciperanno anche alla seconda sessione d'esame, durante la saga di Greed Island, ma saranno ancora battuti da Killua.
Anita (アニタ?)
Doppiata da: Umi Tenjin (versione originale), Domitilla D'Amico (versione italiana).
Personaggio che appare solo nell'anime del 1999, durante il trasferimento aereo dalla seconda alla terza prova d'esame, sul dirigibile del presidente Netero. Pur non partecipando all'esame, Anita si è infiltrata tra i candidati con lo scopo di vendicare la morte del padre, avvenuta per mano della famiglia Zoldick, e in particolare di Killua. Tuttavia, dopo che Killua le rivela che suo padre era in realtà un trafficante di droga nel mercato nero, Anita capisce di essere nel torto poiché, lavorando in quel campo, suo padre si era fatto molti nemici. Questi erano infatti i veri responsabili della sua morte e non la famiglia di assassini, che stava solamente svolgendo il suo lavoro.
Bourbon (バーボン?, Bābon)
Doppiato da: Eiji Takemoto (versione originale), Nicola Marcucci (versione italiana).
Chiamato "l'incantatore di serpenti", è un partecipante all'esame per diventare Hunter. Durante la quarta prova d'esame una trappola da lui ordita obbliga Gon, Kurapika, Leorio e Ponzu a rimanere chiusi in una caverna rischiando l'esclusione dall'esame. Infatti Barbon aveva usato il suo potere (chiunque lo attacchi viene assalito dalle migliaia di serpenti che porta con sé) per racchiudere i quattro nella grotta, ma poi era rimasto ucciso dal veleno delle api di Ponzu, non potendo più togliere la trappola.
Bodoro (ボドロ?, Bodoro)
Doppiato da: Eiji Takemoto (versione originale), Sergio Lucchetti (versione italiana).
Esperto di arti marziali che partecipa all'esame nello stesso anno di Gon. Sebbene sembri avere una rivalità verso chiunque sia esperto di arti marziali all'interno dei partecipanti, questo sentimento viene messo da parte nella prova bonus di Rippo (questo avviene solo nell'anime). Durante il colloquio con Netero per la preparazione all'ultima prova, il codice d'onore impedisce a Bodoro di combattere contro bambini come Gon o Killua. Per questo motivo si troverà ad affrontare Hisoka, che lo sconfiggerà. Durante la battaglia Bodoro non sarà nemmeno in grado di ferirlo e un sussurro dello stesso Hisoka lo convincerà alla resa. Bodoro dovrà così affrontare la seconda lotta, contro Leorio, che non porterà però a termine perché ucciso senza alcun motivo da Killua.
Cherry (チェリー?, Cherii)
Esperto di arti marziali. Durante la prima parte dell'esame viene a confrontarsi, insieme a Leorio e Kurapika, con Hisoka. Realizzata la forza di questo fuggirà, ma verrà presto ucciso dopo i pericoli della marcia nella Swindler Nest.
Gereta (ゲレタ?, Gereta)
Doppiato da: Takashi Matsuyama (versione originale), e Gianluca Tusco (versione italiana).
Esperto pescatore e cacciatore di animali ed è un esperto frequentatore dell'esame. La sua arma è una grossa cerbottana con proiettili paralizzanti, che usa dopo avere seguito la sua vittima nell'ombra anche per giorni. Durante la quarta prova d'esame ha come obiettivo la targhetta di Gon, ma, dopo averla ottenuta, verrà brutalmente ucciso da Hisoka.
Ghittarackur (ギタラクル?, Gitarakuru)

Identità segreta di Illumi, il fratello maggiore di Killua. Illumi assume il truce aspetto di Ghittarackur grazie ai suoi speciali aghi in grado di deformare i tratti somatici e segue l'esame per diventare hunter in quanto necessita della licenza per poter uccidere liberamente le sue vittime. La sua abilità nen non ci viene mai mostrata mentre è nelle sembianze di Ghittarackur, ma lo vediamo usare i suoi aghi con maestria per colpire un arbitro ed eliminare vari nemici a mani nude.
Gozu (ゴズ?, Gozu)
Guerriero forte e impetuoso, sempre alla ricerca di persone forti da sfidare. Come arma usa una lancia in grado di tagliare anche un albero. Verrà ucciso da Illumi durante la penultima prova.
Kenmi (ケンミ?, Kenmi)
Giovane ragazzo esperto di arti marziali. Viene eliminato dall'esame perché Hanzo è riuscito a rubargli la targhetta. Partecipa anche al secondo esame dove viene eliminato da Killua.
Kyu (キュウ?, Kyū)
Aspirante hunter che si differenzia dagli altri per un grosso naso rosso, e degli occhi spenti. Le sue abilità sono l'uso delle bombe e l'uso di una spada a doppia punta. Durante il quarto esame verrà eliminato da Pokul il quale aveva inserito del veleno della freccia scagliata a Kyu. Ritenterà l'esame l'anno successivo ma sarà sconfitto da Killua.
Mashu (マシュウ?, Mashū)
Doppiato da: Yoshirō Matsumoto.
Aspirante Hunter che incontra Gon, Kurapika e Leorio e viaggia con loro per una parte del percorso che li porterà alla sede d'esame. Mashu non passerà l'enigma della Anziana Signora e sarà attaccato dalle Bestie Demoniache.
Nicole (ニコル?, Nicore)
Un giovane studioso con un computer portatile stracolmo di informazioni relative all'esame. Rappresenta lo stereotipo del primo della classe e disprezza i bocciati. Verrà escluso all'inizio della prima prova quando, preso dal panico, cadrà nel trabocchetto di Tonpa.
Ponzu (ポンズ?, Ponzu)
Doppiata da: Umi Tenjin (serie del 1999), Haruka Kudō (serie del 2011) in giapponese e da Alessia Lionello (serie del 1999) e Giorgia Venditti (serie del 2011) in italiano.
Una delle due sole ragazze riuscita ad accedere alla quarta prova d'esame. È molto carina nelle fattezze: occhi viola chiaro e capelli di un verde giada. La sua arma principale, nascosta nel cappello che porta sempre con sé, è costituita da una specie di api molto pericolose che attaccano il nemico se Ponzu lancia un grido, le viene fatto del male o subisce uno shock di qualsiasi genere (come ad esempio svenire). Durante la quarta prova d'esame sono le sue api a uccidere l'incantatore Bourbon, obbligando così lei, Gon, Kurapika e Leorio a rimanere chiusi nella grotta per tutta una notte.
Ricompare durante la saga delle formichimere, dove sembra che faccia parte del gruppo di Pokkle. Dopo l'incontro con alcuni membri della squadra di Zazan è l'unica a fuggire, anche se sarà uccisa poco dopo da un colpo di pistola della stessa squadra.
Sommy (ソミー?, Somī)
Sommy e la sua scimmietta sono dei partecipanti al 287º esame che durante la quarta prova d'esame si alleano con Tonpa per raccogliere l'obiettivo di questi: la targhetta di Leorio. L'intervento di Kurapika farà in modo che il piano venga sventato e che Leorio possa trovare la sua targhetta-obbiettivo. Parteciperà anche al 288° esame, durante la saga di Greed Island, dove sarà sconfitto, insieme al resto dei partecipanti, da Killua.
Super (スパー?, Supā)
Aspirante hunter che partecipa all'esame arrivando fino alla quarta prova nell'Isola Zebir. Nel manga non assume un grande ruolo, ma negli episodi filler dell'anime del 1999 la si vede partecipare attivamente alla prova supplementare; avendo infatti una mira perfetta con il suo fucile, non ha difficoltà a disincagliare la nave dove si svolgeva la prova, usando i cannoni della stessa per far esplodere le formazioni rocciose che la trattenevano. Viene uccisa durante la quarta prova da Ghitarakuru.
Todo (トード?, Tōdo)
Doppiato da: Gianluca Tusco (versione italiana).
Wrestler che criticherà moltissimo i Culinary Hunter dopo che nella seconda prova d'esame Menchi decide di bocciare tutti i partecipanti. Tuttavia, anche quando Netero decide di indire una nuova prova, Todo viene bocciato. Prima di andarsene promette di tornare l'anno dopo e di diventare un hunter. Al secondo esame sarà sconfitto da Killua.
Tonpa (トンパ?)
Doppiato da: Kohei Kowada (serie del 1999), Toshiharu Sakurai (serie del 2011) e in italiano da Sergio Di Giulio (serie 1999) e da Massimo De Ambrosis (serie 2011).
Soprannominato "il devasta-matricole", ha ripetuto l'esame 37 volte senza mai passarlo. Infatti egli stesso rivela che da molti anni non partecipa più all'esame con lo scopo di passarlo, ma unicamente per ostacolare i nuovi arrivati e impedire loro di essere promossi, trovando nell'infrangere le loro speranze una nuova ragione di vita; il partecipare a così tante sessioni di esame, osservando da vicino i veterani, gli ha fatto maturare grande esperienza e gli ha permesso di conoscere tutti i modi per poter salvare se stesso dalla morte in qualsiasi occasione. Questa dichiarazione rivela in lui un carattere subdolo e remissivo, sempre pronto a sottrarsi per il bene di sé stesso e mai pronto a mettersi in gioco per gli altri. Questo lato del suo carattere sarà dimostrato soprattutto durante la 3ª prova dell'esame, quando rifiuta di combattere arrendendosi subito al suo nemico durante il confronto del suo gruppo con i prigionieri sfidanti. Fallisce il suo trentaseiesimo esame durante la 4ª prova, nel momento in cui Kurapika, avente come bersaglio proprio Tonpa, riesce a sottrargli la targhetta. Partecipa anche al 288° esame durante la saga di Greed Island, il suo trentasettesimo. In questa sessione viene sconfitto nella 1ª prova da Killua, insieme a tutti gli altri partecipanti.
Avendo partecipato alla prova 37 volte di cui 31 di fila ha quasi sicuramente incontrato Gin l'anno in cui ha partecipato (il padre di Gon partecipa all'esame 20 anni prima del figlio, quindi al 17 anno in cui Tonpa rifà l'esame) e questo lo rende l'unico altro personaggio insieme a Netero ad'aver conosciuto, o almeno visto, Gin personalmente tra i personaggi della saga dell'esame hunter.

## Famiglia Zoldick
La famiglia Zoldick è nota in tutto il mondo per la crudeltà dei suoi membri e per gli assassini che, generazione dopo generazione, riesce ad addestrare. I componenti di questa famiglia sono dieci ma nel manga ne vengono presentati solo otto, tutti gli assassini del clan Zoldick sono componenti della famiglia e tutti sono temuti da hunter e mercenari, anche i più giovani come Killua. Ogni membro del clan Zoldick segue un addestramento rigido e severo nell'arco della sua giovinezza, infatti tutti i membri della famiglia sembrano essere immuni a voltaggi elettrici molto elevati, a quasi qualunque tipo di veleno e anche a torture quali frustate, inoltre tutti hanno delle doti speciali e innate. La residenza di casa Zoldick è situata su un impervio e aspro monte: il monte Kukuru. La loro proprietà, nonostante sia invaricabile da uomini comuni, è circondata da mura altissime e soprattutto a guardia del palazzo c'è un enorme lupo di nome Mike che può essere controllato solo dai membri Zoldick. Il custode del giardino immenso di casa Zoldick dice più volte a Gon, Kurapika e Leorio che è praticamente impossibile riuscire a entrare nella residenza senza essere assaliti dal feroce cane gigante, infatti quel bestione potrebbe sbranare anche il custode non avendolo mai visto e non essendo un membro della famiglia.
- Maha
- Zeno
- Silva
- Kikyo
- Illumi
- Milluki
- Killua
- Alluka
- Kalluto

## Combattenti dell'Arena Celeste
Gido (ギド?, Gido)
Bizzarro avversario che Gon e Killua incontrano nell'Arena Celeste. Usando trottole controllate col nen attacca il nemico, e ruotando sé stesso si difende da ogni attacco. Egli infatti è privo dei piedi e delle gambe, che gli sono stati asportati durante la sua "iniziazione" al 200º piano dell'Arena Celeste, e si muove su un sostegno simile a una trottola enorme. Viene battuto con uno stratagemma da Gon e fugge via per non incorrere nella sua ira, dopo che Gon scopre che sono stati Sadaso, Gido e Reilhvelt a rapire Zushi per ottenere una facile vittoria. Gido doveva scontrarsi con Killua, ma fugge prima dell'incontro, per salvarsi la vita.
Appartiene alla categoria del Potenziamento, con cui è in grado di potenziare le sue trottole per attaccare. La sua tecnica base di difesa, la Trottola Tornado (竜巻独楽?, Tatsumaki Goma), sfrutta il suo nen per farlo girare a velocità sostenuta sul proprio sostegno, formando un piccolo vortice che serve sia a non far avvicinare gli avversari che a difenderlo dai colpi che gli sferrano contro. L'altra sua tecnica si chiama Valzer del Combattimento (戦闘円舞曲?) con cui sfrutta la Manipolazione per far muovere fino a 50 trottole diverse che colpiscono ogni cosa si muova sul campo, seguendo una traiettoria del tutto casuale (motivo per cui la loro direzione è estremamente difficile da prevedere, rendendo difficile schivarle). A tale attacco talvolta segue la tecnica Shotgun Blues (散弾独楽哀歌? "Elogio della Dispersione dei Proiettili Trottola"), che fa sì che le 50 trottole vengano scagliate tutte insieme contro il nemico, cariche di ren altamente distruttivo.
Kastro (カストロ?, Kasutoro)
Uno dei migliori lottatori presenti nell'Arena Celeste. È un acerrimo rivale di Hisoka e si scontra con lui per il diritto di governare il 200º piano. Nonostante sia eccezionalmente forte, Hisoka lo sconfigge senza difficoltà, nonostante decida di ottenere questo risultato facendosi amputare entrambe le braccia (per poi riattaccarle con la sua gomma e completare l'opera affidando il resto a Machi).
Appartiene alla categoria del Potenziamento, che gli permette di sferrare colpi fisici dalle capacità offensive elevatissime. Con la tecnica Colpo del Morso della Tigre (虎咬拳?, Kokōken) (nome che deriva dalla somiglianza tra la posizione delle braccia e delle mani di chi esegue questa tecnica e le fauci di una tigre), egli concentra il nen nelle mani aperte in modo da renderle simili ad affilatissime lame, tanto da tranciare di netto entrambe le braccia di Hisoka.
Utilizzando Manipolazione e Materializzazione, inoltre, può far uso dell'abilità Double (分身?, Doppelgänger), che gli permette di dar vita ad un suo clone che può controllare e con cui può effettuare un Doppio Morso della Tigre (虎咬真拳?, Kokōshinken). Nonostante sia una tecnica potente, secondo Wing l'enorme sforzo che gli richiede l'uso dei nen della Manipolazione e della Materializzazione ne limitano di gran lunga l'efficacia.
Reihvelt (リールベルト?, Riiruberuto)
Un combattente affrontato nell'Arena Celeste da Killua e poi da Gon, per vendicarsi del rapimento di Zushi da parte sua e dei suoi compagni Gido e Sadaso. Reihvelt è stato reso invalido durante l'"iniziazione" al 200º piano dell'Arena Celeste ed è costretto a vivere su una sedia a rotelle. Le sue armi sono due letali fruste che all'occorrenza possono scatenare una potentissima scarica elettrica da un milione di volt, chiamate Twin Snake. Viene battuto prima da Killua, che non subisce le scariche delle sue fruste e gli rivolta il suo attacco contro di lui, e poi da Gon, che gli lancia addosso una lastra del pavimento per distrarlo e poi gli ruba le fruste, per batterlo definitivamente rivoltandogli contro le sue stesse tecniche.
Appartiene alla categoria dell'Emissione, che gli permette, tramite l'Aura Burst (爆発的推進力? "Esplosione Propellente" nella versione italiana), di concentrare il nen nella sedia a rotelle ed espellerlo in grandi quantità dagli appositi sfiatatoi posteriori. Questa tecnica gli permette repentine accelerate, per attaccare o difendersi dai nemici, ma non disponendo di un volante gli sono concessi solo spostamenti in linea retta. È doppiato in italiano da Matteo Liofredi (serie 2011).
Sadaso (サダソ?, Sadaso)
È il capo del gruppetto formato da lui, Reihvelt e Gido. La loro pratica è quella di intimidire e costringere allo scontro le matricole del 200º piano per ottenere facili vittorie. Sadaso è stato mutilato al braccio sinistro durante la sua "iniziazione", ma ha provveduto a porre rimedio grazie all'uso del nen. Per suo ordine Zushi viene rapito e poi rilasciato, con la promessa di Gon di perdere l'incontro. In seguito deve affrontare Killua, che però nel camerino lo minaccia di morte intimandogli di andarsene per sempre o gli avrebbe tagliato in due il cranio con una mano. Decide allora di fuggire, consigliando agli altri di fare lo stesso, avendo compreso l'oscurità e la potenza che pervade Killua ed essendone rimasto terrorizzato.
Appartiene alla categoria della Trasformazione, che gli permette di generare un arto di nen con cui afferrare eventuali avversari. Coloro vengono afferrati vengono immobilizzati, impossibilitati ad emettere suoni e persino respirare, facendoli svenire rapidamente.
Zushi (ズシ?, Zushi)
Doppiato da: Umi Tenjin (serie del 1999), Yuka Terasaki (serie del 2011 e film The Last Mission), David Chevalier (versione italiana ) e Alessandra Berardi (versione italiana,2011)
È un ragazzo che studia l'arte del combattimento e l'uso del nen dal maestro Wing. È un formidabile lottatore, tanto che il maestro Wing gli rivela di possedere un'abilità che solo una persona su centomila possiede. Tuttavia, verrà sorpassato velocemente da Gon e Killua, poiché essi possiedono, sempre a detta di Wing, un'abilità che possiede solo una persona su dieci milioni. Zushi appartiene alla categoria nen della Manipolazione.

## Brigata Fantasma
La Brigata Fantasma (幻影旅団?, Gen'ei Ryodan), anche detta Ragno, è un gruppo formato da 13 utilizzatori di nen, catalogati per la loro pericolosità come ricercati di livello A. Le attività principali della brigata sono furti e crimini affini. Ogni membro è riconoscibile da un tatuaggio a forma di ragno in un punto del corpo e da un numero da 0 a 12.
- Quoll Lucifer
- Bonolenov Ndongo
- Feitan Pohtoh
- Franklin Bordeaux
- Kalluto Zoldick
- Machi Komachine
- Nobunaga Hazama
- Phinks Magkav
- Shizuku Murasaki
  - Hisoka Morou
  - Pakunoda
  - Uvogin
  - Kortopi
  - Shalnark

## Mafia
Dieci Anziani (十老頭?, Jūrōtō)
I Dieci Anziani della mafia, chiamati anche "I Dieci Don", sono i capifamiglia più potenti e in vista di tutti i clan malavitosi. Sono tutti molto arroganti e presuntuosi, convinti di poter fare a loro piacimento in qualsiasi circostanza. Il loro braccio operativo e guardie del corpo sono le Bestie dell'Ombra. Vengono tutti uccisi da Illumi. Durante il tragitto verso il continente oscuro, si presentano i nuovi capi della mafia, ed esperti utilizzatori di Nen. Essi ringraziano i membri del ragno per avere ucciso i dieci anziani potendo così prendere il loro posto e governare nella malavita. A differenza degli altri mafiosi, essi non temono di trovarsi di fronte la Brigata del Ragno, mostrando un particolare spirito di osservazione, comprendendo subito che è impossibile tentare di controllare o usare i membri del ragno, vedendoli come draghi selvatici che non possono essere domati.

### Clan Nostrad
Il Clan Nostrad (ノストラード組?, Nosutorado Kumi) è un'importante branca della famiglia mafiosa dei Ritz. Fa la sua comparsa durante la saga di York Shin City. In origine il casato dei Nostrad non era altro che una piccola famiglia di provincia senza importanza, ma sfruttando l'abilità divinatoria di Neon nel predire il futuro, sono riusciti ad acquistare rispetto e potere all'interno della gerarchia mafiosa, tanto che gli stessi Anziani seguono i consigli della ragazza.
Kurapika viene assunto dalla famiglia insieme con altri combattenti per fare da Guardia Personale a Neon, dal momento che le fortune della famiglia dipendono esclusivamente dall'abilità della ragazza. Dopo il furto di Quoll del potere di Neon, si occupa Kurapika degli affari della famiglia.
Light Nostrad (ライト= ノストラード?, Raito Nosutorādo)
È il capofamiglia del clan. Un uomo interessato esclusivamente ai soldi e al potere, per raggiungere lo status di "Anziano" e poter trattare alla pari con i grandi capi della mafia. Non nutre un vero affetto nei confronti della figlia, ma la accontenta e la vizia per il solo fatto che possiede l'abilità della profezia, unica cosa che può farlo salire nella scala sociale. È grazie a lei che, da piccolo imprenditore, è diventato un mafioso molto rispettato quanto invidiato. Entra in grave crisi economica e psicologica quando Neon perde il suo potere, rubato da Quoll, ed è costretto ad affidarsi a Kurapika, che gestisce i suoi affari. È doppiato in italiano da Pierluigi Astore (serie del 2011).
Neon Nostrad (ネオン ノストラード?, Neon Nosutorādo)
Doppiata da: Yuko Maekawa (serie del 1999 e OAV), Kana Ueda (serie del 2011), Alessia Lionello (versione italiana).
È l'unica figlia di Light Nostrad. È una bambina abbastanza capricciosa, abituata a essere accontentata in tutto dal padre ed estremamente irascibile se le si nega qualcosa. Il suo potere è alla base della fortuna della famiglia, ma al termine della saga di York Shin City si rende conto di averlo perduto. Esso le viene infatti rubato a sua insaputa da Quoll Lucilfer, il capo della Brigata Fantasma.
Il potere in oggetto è la tecnica Nen Lovely Ghost Writer (天使の自動筆記?), appartenente alla categoria della Specializzazione, che le permette di prevedere il futuro delle persone, con la limitazione di non essere in grado di prevedere il proprio. Per applicare questa capacità, Neon ha bisogno del nome della persona (anche un nickname va bene), della sua data di nascita (è sufficiente l'anno) e del suo gruppo sanguigno. Inoltre ha bisogno di vedere la persona della quale deve prevedere il futuro, anche in fotografia. Neon non è al corrente del futuro che predice quando cade nello stato di trance che caratterizza la tecnica, anche perché è un grottesco fantasma verde, invisibile senza l'uso del gyo, a condurre la sua mano e a scrivere per lei. Ogni predizione consta di quattro gruppi di quattro paragrafi. Ogni verso rappresenta una settimana del mese in corso. Se nella predizione ci sono degli eventi spiacevoli, Neon stessa può suggerire come evitarli. Seguendo i suoi consigli è possibile non incorrere in tali eventi.
Durante la saga della Guerra di Successione, quando sulla Black Whale Shizuku chiede a Quoll di leggerle il futuro col potere rubato a Neon, il capo della Brigata le risponde che esso è svanito dal suo libro prima che se ne potesse accorgere, indicando probabilmente la sorte di Neon. Stando alle parole di Quoll è molto probabile che il potere di Neon sia svanito dal suo libro quando ancora la catena di Kurapika era legata al suo cuore impedendogli di usare il Nen.

### Guardia Personale di Neon Nostrad
Basho

Senritsu (o Melody)

Baise

Dalzollene (ダルツォルネ?, Darutsorune)
Doppiato da: Hiromi Sugino (serie del 1999), Takehito Koyasu (serie del 2011) e in italiano Claudio Capone (serie del 1999) e Dario Oppido (serie del 2011).
L'ex leader della Guardia Personale di Neon Nostrad e l'ex boss di Kurapika. È una persona calma, amante della musica, come dimostra la scena dell'anime che lo vede al pianoforte a suonare con foga la Poloniase in La bemolle di Fryderyk Chopin; ed è molto attaccato al suo lavoro. È di costituzione robusta. Ha i capelli corti e la sua caratteristica fisica più particolare sono i tatuaggi che ha sotto agli occhi e che arrivano fino alle guance. Viene ucciso da Phinks dopo che i membri della Brigata Fantasma si sono camuffati da esponenti della mafia per convincere Dalzollene a consegnare loro Uborghin. Nella prima serie anime, a differenza del manga, viene gravemente ferito da Phinks e nonostante ciò riuscirà a trattenere la Brigata Fantasma per 30 secondi permettendo la fuga ai suoi compagni, morirà quindi trafitto dalla propria spada per mano di Uvogin. Utilizza una katana incisa con rune in grado di aumentare potenza e taglio se attraversata dal suo nen. Con essa è addirittura in grado di scomporre il ten. Nell'anime, riesce a penetrare il corpo di Uborghin per 5 millimetri grazie alla sua arma.

### Bestie
Le Bestie (陰獣?, Injū), conosciute anche come Bestie dell'Ombra, sono un gruppo scelto di professionisti nell'uso del nen agli ordini dei Dieci Anziani della mafia. La loro prima e unica apparizione risale alla saga di York Shin City, quando hanno il compito di raggiungere e sterminare la Brigata Fantasma. Ogni membro è associato a un animale da cui prende il nome. 
Sono dieci in totale, uno per ogni Anziano, ma solo cinque compaiono espressamente nel manga, mentre le altre sono mostrate solo di sfuggita. In ogni caso, tutti i membri, eccetto Gufo, vengono uccisi dalla Brigata Fantasma.
Cane selvatico (病犬?, Yama Inu)
È un uomo magro, con la faccia rassomigliante proprio a un cane e dai denti appuntiti. Costui è uno professionisti nell'utilizzo del nen, appartenente alla categoria del Potenziamento, con cui potenzia enormemente le sue fauci per mordere il nemico, iniettandogli un potente veleno che lo paralizza rapidamente qualora non riuscisse a farlo a pezzi con i suoi morsi. Dispone inoltre di una grande agilità, così da riuscire a piazzare attacchi precisi e letali. I suoi denti sono talmente forti da riuscire a strappare pezzi della pelle di Uborghin, illesa persino dopo esser stata colpita da proiettili perforanti e un bazooka. Infatti durante il combattimento con quest'ultimo riesce a morderlo in più punti e a paralizzarlo col suo veleno. Tuttavia non riesce a evitare che il suo avversario lo uccida, sputandogli contro un pezzo di cranio del collega Sanguisuga.
Gufo (梟?, Fukurō)
Doppiato da: Christian Iansante (versione italiana).
È un tipo allampanato, con due grossi occhi rotondi e un pizzetto sul mento. Egli è l'unico membro delle Bestie a sopravvivere all'epurazione, in cui tutti i suoi colleghi muoiono per mano della Brigata. L'ultima volta che viene visto è dopo l'interrogatorio di Feitan, quando rimane immobile, legato, sporco di sangue e con la testa chiusa in una busta. Si ignora che cosa gli sia accaduto successivamente. L'unica cosa certa è che è ancora vivo, ma che ha perso il suo potere Nen, poiché quando Quoll combatte contro la famiglia Zoldick viene mostrata una foto di Gufo nel manuale del ladro del capo dell'illusione e la materializzazione del suo potere e, visto che Quoll non può usare le abilità dei possessori originali defunti, è chiaro sia vivo.
Il suo nen appartiene alla Materializzazione, e la sua abilità, chiamata Fun Fun Cloth (不思議で便利な大風呂敷? "Comodo Fazzoletto" nella versione italiana), gli permette di racchiudere istantaneamente in un piccolo pezzo di stoffa una persona o un qualsiasi oggetto, senza che questo possa scappare e, in pratica, riducendolo alla grandezza necessaria a stare in un palmo della mano. Gufo può poi riportare il contenuto a grandezza naturale in qualsiasi momento lo desideri. È grazie è questa tecnica che Gufo riesce senza sforzo e senza essere visto a portare via tutti gli oggetti dal caveau dell'Asta Nascosta di York Shin City e a restringere l'auto della Brigata Fantasma con all'interno Nobunaga.
Lombrico (蚯蚓?, Mimizu)
Doppiato da: Gerolamo Alchieri (versione italiana).
Bestia che ha l'aspetto di un grosso e alto uomo verme. Ha una enorme abilità nel combattimento corpo a corpo, che sfrutta combinandola con il suo nen della Trasformazione, che gli permette di muoversi liberamente nel sottosuolo. Infatti la sua forza aumenta a dismisura quando è sotto terra a tal punto da renderlo inamovibile, persino per Uborghin. Dopo aver tentato un attacco diretto fallito clamorosamente a causa dell'incredibile resistenza del membro della Brigata Fantasma, riesce a bloccarlo, trascinando il suo braccio nelle profondità del terreno. Verrà però completamente disintegrato da quest'ultimo con il pugno Big Bang. Nell'anime del 2011 riesce però a sopravvivere e avvertire i membri restanti della pericolosità della brigata, morendo subito dopo per le ferite subite.
Porcospino (豪猪?, Yama Arashi)
Bestia molto bassa e minuta, dalla pelle color giallastro. Il suo nen è della Trasformazione, e si è specializzato nella capacità di muovere a piacimento tutti i peli del corpo, modificandone lunghezza e durezza nel giro di pochi centesimi di secondo. Solitamente indurisce i peli fino a farli diventare punte per attaccare, mentre li ammorbidisce fino a farli diventare un soffice cuscino per difendersi. Afferma inoltre di saper bloccare, col suo potere, ogni sorta di proiettile diretto su di lui.
Durante il combattimento affronta direttamente Uborghin, conscio delle proprie capacità difensive, e infatti riesce a bloccare un pugno di quest'ultimo, con i suoi aculei e col suo corpo, per tutta la durata dello scontro. Viene tuttavia ucciso dal suo nemico, che sfrutta un suo potentissimo urlo per spaccare i timpani e il cervello della Bestia. Doppiato in italiano da Stefano Billi (serie del 2011).
Sanguisuga (蛭?, Hiru)
Doppiato da: Simone Mori (versione italiana).
Un tipo grasso, di brutto aspetto e con un tipico naso rossastro. Grazie al suo nen appartenente alla Manipolazione, riesce a immagazzinare all'interno del suo corpo sanguisughe di due tipi: curative, per guarire ogni sorta di infezione, e parassitarie, per diffondere, al contrario, gravi e letali malattie nel corpo del nemico in poco tempo. Infatti le inietta alla prima occasione nel corpo dell'avversario, sfruttando la sua particolare lingua tubolare. Tuttavia, mentre sta compiendo questa tecnica su Uborghin, questi riesce a reagire, anche se sotto l'effetto del veleno paralizzante di Cane Rabbioso e a uccidere Sanguisuga, staccandogli un pezzo di testa con un rapido morso.

## Greed Island

### Giocatori
Abengane (アベンガネ?)
Esorcista nen, ovvero un utilizzatore di nen con l'abilità di rimuovere maledizioni e nen ostili da sé stesso o da altre persone; infatti riesce senza alcuna difficoltà a rimuovere la bomba che Genthru aveva messo nel suo corpo. Qui viene rilevato uno dei segreti dell'esercismo dei Nen: Abengane per rimuovere la bomba impostagli da Genthru evoca una creatura di nen della natura che, valutando la sua dimensione, indica quanto il Nen di Genthru fosse potente e pericoloso, indicando che più il Nen imposto è potente più è difficile rimuoverlo. Mentre è coinvolto in Greed Island, la Brigata Fantasma si mette alla sua ricerca per chiedergli di rimuovere la Catena del Giudizio di Kurapika posta su Quoll. Si presenta alla fine delle vicende di Greed Island davanti a Hisoka, pronto per rimuovere il nen imposto su Quoll.
Binolt (ビノールト?, Binōruto)
È un giocatore di Greed Island e un Blacklist Hunter. Assassino e cannibale, preferisce le carni di ragazze di 20 anni, che fa a pezzi con la sua arma preferita, un paio di forbici da barbiere che tiene nella cintura. Viene quasi ucciso da Biscuit quando cerca di attaccarla, ma lei lo risparmia e lo costringe a evitare per due settimane gli attacchi di Gon e Killua per poter sperare di uscire dal cerchio di roccia. Alla fine del tempo limite, Binolt si rende conto di essere arrivato al limite e chiede ai ragazzi di finirlo. Invece viene ringraziato e lasciato andare con la promessa di costituirsi alle autorità. Viene poi mostrato un flashback del suo passato, indicando che Binolt ha avuto un'infanzia travagliata avendo vissuto in povertà per le strade. Lo scontro con Gon e Killua sembra avergli cambiato la vita, dichiarando che tornerà nel mondo reale per farsi arrestare dalla autorità.
Come gli altri giocatori di Greed Island è un utilizzatore di nen, e appartiene alla categoria della Specializzazione. La sua abilità è chiamata Scissor Hands (切り裂き美容師?), e gli consente di mangiare i capelli di un avversario dopo averli tagliati con le sue forbici, riuscendo a ricavarne molte informazioni, come età, massa muscolare, forza e molto altro.
Genthru (ゲンスルー?, Gensurū)
Doppiato da: Tsuyoshi Koyama (OAV), Hiroyuki Yoshino (serie del 2011), Claudio Ridolfo (serie OAV) e Davide Albano (serie del 2011).
È il vero nome del giocatore di Greed Island conosciuto come Bomber (爆弾魔?, Bomā), uno spietato assassino che utilizza la sua abilità nen per piazzare delle bombe a orologeria sui nemici e rubare loro le carte o eliminarli. Uccide centinaia di giocatori senza battere ciglio insieme ai suoi due compagni, Sub (サブ?, Sabu) e Bara (バラ?, Bara). Nonostante sia spietato, dopo essere stato sconfitto da Gon grazie alla strategia preparata da quest'ultimo, Killua e Biscuit, viene curato da Gon e Killua che affermano che, nonostante abbia ucciso tante persone, tutti coloro che sono entrati nel gioco fossero consci che la loro vita fosse a rischio e che hanno accettato di mettere in gioco la vita. A dispetto della sua spietatezza, Genthru tiene ai suoi due compagni, infatti, nonostante sia gravemente ferito, chiede a Gon e Killua di curare uno dei due compagni, malmenato pesantemente da Biscuit, invece di chiedere le cure per sé. È probabile che con la loro cattura, siano stati infine arrestati dalle autorità.
Il suo nen appartiene al tipo della Materializzazione. La sua tecnica più usata (basata su Emissione, Manipolazione e Materializzazione) è chiamata Count Down (命の音? "Suono della Vita" nell'edizione italiana), che gli permette di creare una "bomba di nen" a orologeria controllata dal suo stesso nen. Per poter azionare il meccanismo, Genthru deve pronunciare il nome "Boomer" mentre tocca la persona in questione, e poi spiegare come funziona la tecnica e come neutralizzarla al suo avversario. L'unico modo per scongiurare l'esplosione è toccare Genthru e dire la frase "Boomer è stato catturato". Solo Abengane è riuscito a bloccare la tecnica usando il suo esorcismo, mentre Genthru, unendo i pollici con gli altri due membri del suo gruppo, ha ucciso in un colpo solo la maggior parte dei giocatori di cui si era finto alleato.
Altra tecnica, che sfrutta invece la Trasformazione, è il Little Flower (一握りの火薬? "Manciata di Polvere da Sparo" nell'edizione italiana), una tecnica che condensa il nen di Genthru nelle braccia e nelle mani, consentendogli di far esplodere le sue vittime con un semplice tocco delle mani. Ha però un difetto: troppo nen usato per l'attacco con questa mossa pregiudica poi la difesa, dal momento che, per impedire alle sue stesse mani di esplodere, deve concentrare molta aura su di esse e quindi usa meno Nen per proteggersi. Quando la usa a due mani, inoltre, la sua difesa è ridotta drasticamente, lasciandolo esposto a un grave rischio.
Goreinu (ゴレイヌ?, Goreinu)
È un giocatore di Greed Island che entra nella squadra di Gon durante la partita di dodgeball contro Razor. Appartiene alla categoria della Manipolazone, e sfruttandola insieme all'Emissione può creare due gorilla di nen, uno nero e uno bianco. Il gorilla bianco gli consente di sostituirsi con la creatura di nen, mentre il gorilla nero può sostituirsi a un avversario. È lui che alla fine consegna a Gon e compagni le carte necessarie per finire il gioco.
Tsezguerra

### Game Master diGreed Island
I Game Master (ゲ ー ム マ ス タ ー?, Gēmu Masutā) sono i creatori di Greed Island, il cui nome è l'acronimo della prima lettera del nome di ogni Game Master. Ging Freecss è il primo, nonché principale, Game Master. 
Razor (レイザー?, Reizā)
Doppiato da: Tohru Furusawa (OAV), Takaya Kuroda (serie del 2011) in giapponese e da Paolo Sesana (OAV) e Fabrizio Picconi (serie del 2011) in italiano.
Era un criminale condannato dotato di capacità nen reclutato da Ging Freecss per preservare la carta Costiera di uno Tsubo dai giocatori, sfidandoli assieme ad altri criminali condannati a restare a Greed Island in svariate prove di abilità comprendenti vari sport (lotta, pugilato, bowling, basket e dodgeball quelli conosciuti). Persino Phinks sottolinea che la forza di Razor è incredibile solo sentendo la sua aura. Razor è un esperto utilizzatore di nen in grado di spostare rapidamente il nen all'interno del proprio corpo per difendersi e attaccare.
Appartiene alla categoria dell'Emissione, con la quale è di creare sfere di nen che colpisce in schiacciata (come quando distrugge l'imbarcazione della Brigata Fantasma) o semplicemente lanciandole. La loro potenza è tale da poter disintegrare la testa di una persona come niente fosse e di infliggere danni mortali anche a un utilizzatore di nen esperto. Utilizzando Emissione e Manipolazione, inoltre, è in grado di materializzare strani personaggi con i volti numerati, che usa durante la partita di dodgeball con il gruppo di Gon.
Eeta (イータ?, Īta) & Elena (エレナ?, Erena)
Doppiate da: Kae Araki
Game Master e sorelle gemelle. Eeta è incaricata di accogliere i nuovi giocatori che entrano a Greed Island e di spiegare loro le regole del gioco, mentre Elena ha il compito di controllare i giocatori che lasciano l'isola grazie alla carta Evasione. Tuttavia List spiega a Gon che la ragazza che gli ha spiegato le regole al suo ingresso nel gioco è invece Elena, quindi sembra che le due gemelle si cambino di posto ogni tanto. Quando Gon completa i 99 slot prestabiliti, è Eeta che legge ad alta voce il quiz per l'assegnazione della carta Consacrazione del Sovrano.
Dwun (ドゥーン?)
Doppiato da: Rakkyo Ide
Game Master e creatore del gioco Greed Island. Il suo nome originale era Wudwune, fino a che Ging non glielo cambiò in modo tale che la sua iniziale fosse la D, per poter formare con il nome dei Game Master l'acronimo G.R.E.E.D. I.S.L.A.N.D. A causa di questa decisione nutre ancora un certo risentimento verso l'hunter. Ha un aspetto trasandato, con barba incolta, capelli arruffati e abiti sporchi. La sua stanza riflette la sua persona e di conseguenza è molto disordinata, con uno strato di oggetti e rifiuti che ricopre il pavimento, così che Gon non sa neanche dove sedersi quando entra a ritirare il premio.
List (リスト?, Risuto)
Doppiato da: Hirofumi Nojima (OAV), Chika Anzai (serie del 2011) in giapponese e da Alessandro Capra (OAV) e Marco Altini (serie del 2011) in italiano.
Game Master del gioco Greed Island, che abita insieme a Dwun in un castello nella capitale dell'isola, Limeiro. È un tipo più serio che giocoso e, a differenza dell'amico, più ordinato e pulito. Lo si rivede con altri game master mentre visita Gon, ricoverato in cura intensiva all'ospedale dopo la saga delle formichimere.

## Formichimere
Le formichimere (キメラアント?, Kimera Anto) sono una forma vivente ibrida tra insetti e altri animali, aventi caratteristiche antropomorfe e con la capacità di parlare. Vengono generate dalla Regina, che sembra essere giunta sulla terra dal Continente oscuro. Sono generalmente ostili all'uomo, che fa parte della loro catena alimentare; ma alcuni insetti riescono a vivere con gli umani e a cambiare dieta per il bene della convivenza.
- Regina
- Meruem
- Neferpitou
- Shaiapouf
- Menthuthuyoupi
- Brovada
- Colt
- Cheetu
- Leol
- Meleoron
- Welfin
- Zazan
- Fratelli Ortho
- Flutter
- Hina
- Ikalgo
- Rammott

## Repubblica di Gorteau Est
Bizeff
Doppiato da: Tetsuo Gotō
È l'ex segretario di stato della Repubblica di Gorteau Est. Viene risparmiato dalle formichimere dopo che queste hanno preso il controllo del paese, al fine di fargli eseguire il sistema burocratico. Ha delle assistenti personali da lui stesso spedite a palazzo al fine di utilizzarle come prostitute. Grazie a questo, Palm riesce a infiltrarsi a palazzo come assistente. Durante assalto degli hunter, Bizeff rimane quasi schiacciato sotto le macerie fino a quando non viene salvato da Hina dopo averla corrotta. Dopo la battaglia accompagna Hina e Welfin alla ricerca di Jairo usando il suo camper come mezzo di trasporto.
Diego Masadoru (マサドルデイーゴ?, Diego Masadoru)
Doppiato da: Hiromasa Taguchi
È il Leader Supremo della Repubblica di Gorteau Est. L'onere del governo è lasciato a un sostituto, mentre il vero Diego conduce una vita tranquilla in campagna. Il suo sostituto viene ucciso da Meruem durante l'occupazione del palazzo a Peijin, mentre il vero leader sopravvive l'invasione del paese da parte delle formichimere. Il suo nome deriva dal gioco di parole dei logogrammi hanja dell'ex dittatore della Corea del Nord Kim Jong-Il (金正日) che traslitterati nell'alfabeto giapponese kana compongono il nome del Leader supremo, esteticamente e etologicamente parodia del defunto dittatore coreano, all'epoca al potere quando fu scritto il manga.
Komugi (コムギ?, Komugi)
Doppiata da: Aya Endō e in italiano da Alessandra Berardi
È una ragazza cieca, vero e proprio genio nel gungi, un gioco da tavolo nel mondo di Hunter × Hunter. Ha il naso costantemente colmo di moccio, infatti respira solo con la bocca, e per sua stessa ammissione non è capace di fare praticamente nulla se non giocare a gungi, infatti si è ripromessa di uccidersi se avesse perso anche una sola partita in quanto poi non le sarebbe rimasto più nulla. Viene introdotta nella saga delle formichimere e viene vista giocare di frequente con il re delle formichimere Meruem. Il suo livello è talmente alto che riesce a non perdere una sola volta contro Meruem, nonostante il re diventi più bravo di partita in partita.
Il sovrano mostra per la prima volta nei suoi confronti dei sentimenti umani di affetto, tanto che, dopo che Komugi viene ferita quasi mortalmente dall'attacco di Zeno Zoldick, ordina a Neferpitou di curarla. Komugi stessa nutre affetto per il re, in quanto, per sua stessa affermazione, nessuno l'ha mai trattata con tanta gentilezza, infatti la sua stessa famiglia non ha fatto altro che rimproverarla. Alla fine, dopo l'avvelenamento del re, gioca con lui un'ultima volta, vincendo ancora, dopodiché morirà insieme alla formichimera. Meruem l'aveva avvertita che sarebbe morta per il contagio del veleno se gli fosse stata vicina troppo a lungo, ma Komugi sceglie consapevolmente di continuare a giocare con lui e, quindi, di morire insieme a lui, dichiarandosene felice. Meruem, profondamente toccato dalle parole della ragazza, le chiede di chiamarlo col suo nome, senza alcun suffisso, per poi morire con la testa sul grembo di Komugi. Ella muore poco dopo e, in seguito, si vedono le mani dei due defunti strette insieme, come simbolo della fine della guerra tra formichimere e umani.

## Kakin
Monarchia governata dal re Naisubi Hoicoro, insieme alle sue otto mogli e quattordici figli, considerati tutti "principi" per evitare discriminazioni. In seguito alla cerimonia della Giara dell'Uovo Parassita (壺中卵儀?, Kochūran no Gi) che avviene tramite un oggetto materializzato da uno dei patriarchi della famiglia reale dell'impero Kakin in punto di morte, per assicurarsi che solo i discendenti con il sangue originale della famiglia salissero sul trono, ognuno dei principi è protetto da una bestia di nen, il cui aspetto e poteri variano in base alla loro personalità. Tale cerimonia prevede che gli eredi al trono mettano nel vaso una goccia del loro sangue per provare la loro discendenza dopo di che devono inserire la loro mano nella bocca del vaso e a quel punto un piccolo essere di Nen fa loro ingurgitare l'uovo della bestia parassitaria che cresce dentro di loro. Sebbene queste bestie siano messe per la loro protezione esse non possono attaccare le altre bestie né tanto meno il loro possessore, inoltre il loro proprietario non ha il completo controllo su di esse e proteggerli può non essere una loro priorità. Solo gli eredi capaci di usare il Nen sono consci della loro presenza mentre quelli incapaci di usarlo non sanno nemmeno della loro esistenza.

### Re e regine
Naisubi Hoicoro (ナスビ•ホイコーロ?, Naisubi Hoikōro)
È il re di Kakin, nonché, insieme a Beyond Netero, il principale promotore della spedizione verso il Continente Oscuro, a cui prenderà parte con i suoi figli e le rispettive guardie del corpo; in realtà tale viaggio non è altro che una selezione per stabilire chi dei principi diventerà il nuovo Re di Kakin. Nonostante mostri una facciata gentile e cordiale, il suo vero volto è in realtà tutt'altro, mostrandosi freddo, spietato e calcolatore. In seguito alla precedente guerra di successione, di cui lui è il vincitore, Naisubi è sorvegliato da una bestia di Nen, anche se il suo potere è sconosciuto. Si rivede in una stanza segreta della nave, dove sono disposte in modo circolare delle capsule collegate con un'altra al centro. La dodicesima principessa Momoze, la prima a morire, viene deposta in una delle capsule e il suo Nen viene imbrigliato dalla capsula racchiudendolo in una sfera. il re Naisubi commenta essa servirà a far crescere l'albero di Kakin. Ciò fa presumere che Naisubi attenda che tredici dei suoi figli candidati alla successione si uccidano a vicenda per il suo oscuro progetto.
Unma Hoicoro (ウンマ•ホイコーロ?, Unma Hoikōro)
È la prima regina di Kakin, nonché prima moglie di Naisubi Hoicoro. Non si sa nulla di lei, solo che è la madre del primo e del quarto principe di Kakin: Benjamin e Tserriednich.
Duazul Hoicoro (ドゥアズル•ホイコーロ?, Duazuru Hoikōro)
È la seconda regina di Kakin, nonché seconda moglie di Naisubi Hoicoro. Nonostante sia madre di quattro principi, non ha preferenze su chi vincerà la guerra di successione, preferendo piuttosto rimanere fuori da essa. La sua personalità è timida e sottomessa, in particolare verso la sua prima figlia. È la madre del secondo, del quinto, del settimo e del nono principe di Kakin: Camilla, Tubeppa, Luzurus e Halkenburg.
Tang Zao Li Hoicoro (トウチョウレイ•ホイコーロ?, Tōchōrē Hoikōro)
È la terza regina di Kakin, nonché terza moglie di Naisubi Hoicoro. Non si sa nulla di lei, solo che è la madre del terzo principe di Kakin: Zhang Lei.
Katrono Hoicoro (カットローン•ホイコーロ?, Kattorōn Hoikōro)
È la quarta regina di Kakin, nonché quarta moglie di Naisubi Hoicoro. Non si sa nulla di lei, solo che è la madre del sesto principe di Kakin: Tyson.
Swinko-swinko Hoicoro (スィンコスィンコ•ホイコーロ?, Sinkosinko Hoikōro)
È la quinta regina di Kakin, nonché quinta moglie di Naisubi Hoicoro. Si tratta di una donna ambiziosa, desiderosa di sostenere suo figlio durante la successione, trovando sconcertante l'indifferenza con cui si comporta. È la madre dell'ottavo principe di Kakin: Salé-salé.
Seiko Hoicoro (セイコ•ホイコーロ?, Sēko Hoikōro)
È la sesta regina di Kakin, nonché sesta moglie di Naisubi Hoicoro. Si tratta di una donna di mezza età, la quale ha estrema fiducia nelle figlie, affermando che la guerra di successione non è qualcosa da temere, ma da combattere con onore. È la madre del decimo e dell'undicesimo principe di Kakin: Kacho e Fugetsu.
Sevanti Hoicoro (セヴァンチ•ホイコーロ?, Sevanchi Hoikōro)
È la settima regina di Kakin, nonché settima moglie di Naisubi Hoicoro. È la madre del dodicesimo e del tredicesimo principe di Kakin: Momoze e Marayam. Tra questi due, la regina sembra avere una netta preferenza per il secondogenito e non si fa scrupoli nel farlo, crudelmente, notare alla figlia.
Oito Hoicoro (オイト•ホイコーロ?, Oito Hoikōro)
È l'ottava moglie di Naisubi e la madre della quattordicesima principessa di Kakin, Woble. È una dei protagonisti della saga della Guerra di Successione, che assume Kurapika come guardia del corpo per proteggere la figlia durante la guerra di successione. Oito è una madre amorevole e una donna gentile, in contrasto a come era in passato, ossia una ragazza povera e ambiziosa, che accettò di sposare il re di Kakin quando questo si era invaghito di lei, non per amore ma per ottenere una vita lussuosa. Dopo la nascita della sua unica figlia e la prospettiva di vederla morire a causa della guerra di successione, Oito si rese conto di cosa contava veramente per lei e rimpiange amaramente di aver fatto quella scelta, tuttavia nutre molta speranza grazie a Kurapika. A causa di alcuni eventi che hanno portato Kurapika a utilizzare la sua abilità nen, anche lei è capace di usare il nen a sua volta.

### Principi
Benjamin Hoicoro (ベンジャミン•ホイコーロ?, Benjamin Hoikoro)
Primo principe di Kakin e figlio della prima moglie di suo padre, Unma. Inoltre è il vice consigliere militare dell'esercito reale di Kakin. È un uomo molto muscoloso e dal temperamento aggressivo, che non va molto d'accordo con i fratelli, specialmente con Tserriednich.
È capace di usare il nen, un'abilità chiamata Benjamin Baton (星を継ぐもの? "Colui che eredita le stelle"), che gli consente di ereditare l'abilità nen di qualunque soldato gli abbia giurato fedeltà, a patto che si sia diplomato all'Accademia Militare di Kakin e sia membro del suo esercito personale.
La sua bestia guardiana ha le fattezze di un mostro insettoide con una testa fallica e due bocche ghignanti, con abilità ancora sconosciute.
Camilla Hoicoro (カミーラ•ホイコーロ?, Kamīra Hoikōro)
Secondo principe di Kakin, figlia della seconda moglie di suo padre, Duazul. Camilla è una donna alta, dal portamento elegante dai capelli lunghi e biondi. ha una personalità molto arrogante, capricciosa e altezzosa, parla spesso in terza persona e ciò accentua il suo complesso di superiorità, non si fa problemi a eliminare i membri della sua famiglia pur di salire al trono. Durante il viaggio verso il Continente Oscuro, tenta di uccidere Benjamin per primo, e in questo frangente si scopre che anche lei è in grado di usare il nen. Sfruttando il fatto che il Nen si rafforza considerevolmente dopo la morte, ha creato un potere che la rende virtualmente invincibile, chiamato Neko no Namae (百万回生きた猫? "Il gatto che visse un milione di volte"), che si attiva solo dopo la sua morte fisica per mano di un assassino; alle sue spalle apparirà un enorme gatto nero, il quale lo schiaccerà tra le sue zampe e gli spremerà in tal modo l'energia vitale che verrà usata per riportare in vita Camilla.
La sua bestia guardiana è un gigantesco e fluttuante anemone marino, e appartiene alla categoria della Manipolazione. Se l'obiettivo rispetta una determinata condizione, lei è in grado di controllarlo a piacimento.
Zhang Lei Hoicoro (チョウライ•ホイコーロ?, Chōrai Hoikōro)
Terzo principe di Kakin, figlio della terza moglie di suo padre, Tang Zhao Li. Ha l'aspetto di un uomo maturo, molto basso di statura, dalla carnagione scura e la testa calva. Viene definito un uomo "gentile e crudele allo stesso tempo". Infatti, di carattere è calmo e misurato, ma non esisterebbe a uccidere se la situazione lo richiede. Inoltre, è amante del lusso e della bella vita, e risulta essere per questo abbastanza avido.
La sua bestia guardiana ha l'aspetto di un Dharmachakra ("la ruota della vita" indicata nella tradizione Buddista) con un volto al centro e un cerchio di fiamme nere sul bordo. Appartiene alla categoria della Materializzazione, con la quale è capace di rigurgitare una moneta ogni giorno. Il proprietario della moneta manifesterà delle abilità una volta che delle determinate condizioni verranno soddisfatte.
 Tserriednich Hoicoro (ツェリードニヒ•ホイコーロ?, Tserrieddonichu Hoikoro)
Quarto principe di Kakin, e il figlio della prima moglie di suo padre, Unma. È all'apparenza un uomo calmo, lucido, ed erudito con interessi che vanno dal calcio alla filosofia. Nonostante mostri un sorriso sereno e maniere cortesi, Tserriednich è in realtà un individuo sociopatico e disumano, che ha l'abitudine di invitare nei suoi appartamenti giovani e belle ragazze per poi ucciderle crudelmente. Tra i suoi interessi si trova anche il collezionismo, soprattutto di oggetti rari; possiede infatti molte coppie di occhi scarlatti che Kurapika non è riuscito a rintracciare. Venuto a conoscenza del nen all'inizio del viaggio per il Continente Oscuro, cercherà di imparare a usarlo sotto la supervisione della sua guardia del corpo Theta, una hunter professionista, la quale tuttavia cercherà di non insegnargli tutti i segreti su di esso, capendo che una persona così immorale e spregevole non deve assolutamente usarlo. Sfortunatamente egli si rivela essere un genio dell'aura, di gran lunga superiore a Gon e Killua, tanto da imparare il Gyo in appena mezza giornata. Sottoposto al test dell'acqua, si scoprirà che il suo nen appartiene al gruppo della Specializzazione, la cui abilità lo salverà dalla tentata uccisione perpetrata da Theta.
Quest'ultima gli permette, dopo aver chiuso gli occhi ed essere entrato in Zetsu, di ricevere una visione istantanea dei prossimi 10 secondi. Se dopo quei primi 10 secondi non apre gli occhi o non annulla il suo Zetsu, il tempo fuori dalla sua visione riprende a muoversi normalmente, permettendo a Tserriednich di vivere temporaneamente in due realtà parallele: nel presente e nel futuro con 10 secondi in anticipo. Quando Tserriednich annulla la sua tecnica, tutti quelli mostrati nella visione tranne lui percepiranno i successivi 10 secondi, che si svilupperanno esattamente come predetto nonostante il cambiamenti attuati. Le sue capacità di apprendimento Nen, sono a dir poco disumane, Hoicoro è riuscito persino in pochi giorni a creare una sua personale bestia di Nen che si aggiunge a quella ricevuta per la secessione.
La sua bestia guardiana ha l'aspetto di un mostruoso ibrido a metà tra un corpo umano di sesso femminile e uno equino. Inoltre possiede un altro piccolo volto di donna nella bocca principale, provvisto di lingua biforcuta. La sua abilità le permette di rilevare quando una persona vicino al principe sta mentendo; alla prima menzogna, la bestia lascia una cicatrice sul corpo del colpevole, mentre alla seconda un avvertimento sia fisico che verbale. Alla terza, la vittima "cesserà di essere umana", cadendo sotto il controllo della bestia di nen. Osservando come Theta abbia tentato di ucciderlo e di come lei si era preparata a morire nel caso avesse fallito, Hoicoro la risparmia, avendo ammirato la sua totale sincerità negli insegnamenti del Nen e della sua prontezza di spirito. Il principe ammette di essersi infatuato di lei, e di avere trovato una donna davvero interessante. In tutta la serie vista attualmente, Tserriednich Hoicoro è l'individuo umano che abbia mostrato un apprendimento del Nen fuori dagli schemi. S'intuisce che egli sia in realtà il figlio di Netero.
 Tubeppa Hoicoro (ツベッパ•ホイコーロ?, Tsubeppa Hoikoro)
Quinto principe di Kakin, figlia della seconda moglie di suo padre, la regina Duazul. Ha un aspetto abbastanza androgino per via del suo volto quadrato e per via della sua preferenza a indossare abiti maschili. Sembra essere una scienziata e una chimica molto capace, e inoltre tiene molto in conto valori come la modestia e l'umiltà e disprezza i suoi fratelli in particolare Zhang Lei, Camilla e Benjamin per la mancanza di esse.
La sua bestia guardiana è un grosso ibrido tra un rospo e un veicolo a sei ruote con una serie di spuntoni sulla propria schiena, della categoria della Trasformazione. È infatti capace di sintetizzare nel suo corpo ogni sorta di sostanza chimica o droga, ma per farlo ha bisogno di un partner capace di usare il Nen.
Tyson Hoicoro (タイソン•ホイコーロ?, Taison Hoikōro)
Sesto principe di Kakin, nonché unica figlia nata dalla quarta moglie di Naisubi, Katrano. Izunavi viene assegnato alla sua protezione. Tyson è una ragazza molto frivola e con una forte "fede" nell'amore, tanto che ha scritto un libro, una sorta di Bibbia, sulla sua idea di società basata appunto su tale sentimento e ha richiesto alle sue guardie del corpo di leggerla e di seguire le regole scritte in esso.
La sua bestia guardiana è un grosso cuore fluttuante con quattro piccole ali angeliche e un occhio al centro. È del tipo dell'Emissione, con cui è in grado di produrre piccoli esserini monoculari che si attaccano alle persone e si assicurano che esse seguano le regole imposte dalla sua protetta, infliggendo punizioni se esse vengono infrante.
Luzurus Hoicoro (ルズｰルス•ホイコーロ?, Ruzūrusu Hoikōro)
Settimo principe di Kakin e terzo figlio nato dalla seconda moglie di Naisubi, Duazul. Ha tentato di far infiltrare alcune sue guardie all'esame per diventare Hunter, mossa che Tserriendich trova alquanto stupida. Basho viene assegnato alla sua protezione.
La sua bestia guardiana ha le sembianze di un gigantesco centopiedi, del tipo della Materializzazione. La sua abilità consiste nel creare una trappola basata sui desideri del suo obiettivo; una volta che essi sono stati esauditi, la trappola scatta, così come la sua abilità.
Salé-salé Hoicoro (サレサレ•ホイコーロ?, Saresare Hoikōro)
Ottavo principe di Kakin, figlio della quinta moglie di suo padre Swinko-swinko. Salé è un uomo obeso e di carattere infantile e immaturo, non sembra mostrare molto interesse o preoccupazione per la battaglia di successione al trono. Ama circondarsi di donne avvenenti e cibi di ogni tipo, con cui soddisfare i suoi appetiti sessuali e la sua ingordigia. Sarà il secondo a venir ucciso, per mano degli uomini di Benjamin.
La sua bestia guardiana è del tipo della Manipolazione, una sfera fluttuante ricoperta da bocche piccole e grandi che esalano una nebbia bianca, il cui raggio d'azione cambia a seconda dello stato d'animo del principe. Chiunque la inali per un determinato periodo di tempo, verrà etichettato come "portatore di buone intenzioni verso il principe" e verrà a crearsi un piccolo clone della bestia madre sulla sua testa. Questa persona agisce come un "portatore infetto", in quanto, una volta che questa ha trascorso un certo periodo di tempo con qualcun altro, si crea un nuovo clone anche sulla testa di quell'altra persona.
Halkenburg Hoicoro (ハルケンブルグ•ホイコーロ?,  Harukenburugu Hoikōro)
Nono principe di Kakin, figlio della seconda moglie di suo padre, Duazul. Considerato il più dotato degli eredi e da molti il più adatto per diventare il prossimo re, Halkenburg è uno studente prodigio, ammesso all'università a soli 15 anni di età. Egli è anche un campione nel tiro con l'arco, ma ha un difficile rapporto con la madre e le sorelle. Si dice che l'unica persona vicino a lui è Tserriednich, quindi Kurapika tenta di avvicinarsi a lui in un primo momento, al fine di avvicinarsi al suo obiettivo principale, venendo invece assegnato come guardia del corpo della regina Oito. Iniziato il viaggio Halkenburg parla direttamente a suo padre, annunciando il suo ritiro dalla carica di successione, affermando di avere partecipato alla cerimonia solo affinché il padre non perdesse carisma, replicando di non essere interessato a un massacro di sangue per ottenere la corona. Halkenburg sembra mostrare un certo disprezzo verso il padre, che tenterà di uccidere per porre fine alla successione. Non riuscendoci, le sue emozioni cambieranno, convincendolo a partecipare alla guerra e permettendogli di risvegliare il nen, che gli permette di creare una freccia di nen che viene scoccata contro un avversario. Tale freccia è inevitabile e in grado di oltrepassare qualsiasi difesa, e permette di trasferire nel corpo del bersaglio colpito lo spirito di una delle guardie fedeli al principe.
La sua bestia guardiana è un essere ciclopico simile a un gargoyle, con due possenti braccia ricoperte di piume, due zampe molto piccole e un paio di corna nodose. Il suo potere è del tipo del Potenziamento, capace di imprimere un marchio nella mano sinistra delle persone. Più persone con tale marchio vengono raccolte dal principe, maggiore diventa il potenziale individuale di ognuno.
Kacho Hoicoro (カチョウ•ホイコーロ?, Kachō Hoikōro)
Decimo principe di Kakin, prima figlia della sesta moglie di Naisubi, Seiko. Sotto l'apparenza giocosa cela una personalità egoista e manipolatrice, che cerca di portare dalla sua parte la sorella Fugetsu per vincere la guerra di successione. Melody viene assegnata come sua guardia. Sarà la terza vittima della guerra di successione; quando lei e Fugetsu tentano di scappare dalla nave, verrà infatti aggredita da una serie di mani di nen, in quanto scappare dalla successione significa morire. Dopo la sua morte, la sua bestia guardiana, priva di forma, prenderà le sue sembianze per proteggere la sorella fino alla fine. Si scoprirà però, di essere davvero la Kakin originale ed è consapevole di essere morta, ma allo stesso tempo, per motivi che nemmeno lei sa spiegarsi, si è trasformata in uno spirito di Nen. Si mette in contatto con Kurapika spiegando la sua situazione chiedendogli aiuto per proteggere sua sorella.
Fugetsu Hoicoro (フウゲツ•ホイコーロ?, Fūgetsu Hoikōro)
Undicesimo principe di Kakin, sorella di Kacho e figlia della sesta moglie di Nasubi, Seiko. Al contrario di sua sorella, ha un carattere molto passivo e sottomesso, specialmente con lei, al punto da venire manipolata per andarle incontro e vincere la guerra di successione.
La sua bestia guardiana sembra prendere la forma di una porta decorata che si manifesta una volta al giorno; la sua abilità, detta Magic Worm (秘密の扉? "Porta Segreta"), le permette di manifestare due porte: la "Porta di Andata", capace di condurla dove vuole, e la "Porta del Ritorno", avente la medesima funzione ma che può essere aperta solo da Kacho.
Momoze Hoicoro (モモゼ•ホイコーロ?, Momoze Hoikōro)
Dodicesima principessa di Kakin e la prima figlia nata dalla settima moglie di Naisubi, Sevanti. Hanzo viene assegnato alla sua protezione. Momozoe è una ragazza molto tranquilla e gentile, ma nonostante ciò sarà la prima vittima della guerra di successione e verrà strangolata nel sonno a tradimento da una delle sue guardie del corpo. Hanzo tuttavia, scoperto il suo assassino, vendicherà la sua morte strangolando a sua volta la guardia.
La sua bestia guardiana ha l'aspetto di un grosso topo coi denti aguzzi e il simbolo di un cuore sul ventre. Sembra poter cambiare dimensione a suo piacimento e il suo potere è del tipo della Manipolazione, che consiste nel chiedere insistentemente a una persona se essa è "libera"; finché questa gli risponderà di no la bestia continuerà a fargli la stessa domanda, ma nel momento in cui dirà di sì egli cadrà sotto il suo controllo.
Marayam Hoicoro (マラヤｰム•ホイコーロ?, Marayāmu Hoikōro)
Tredicesimo principe di Kakin, secondo figlio nato dalla settima moglie di Naisubi, Sevanti. Biscuit viene assegnata alla sua protezione.
La sua bestia guardiana è un drago cinese dotato di molte braccia, che sembra capace di aumentare le proprie dimensioni. In un primo momento, infatti, appare come un piccolo e fluttuante draghetto, trasformandosi, dopo la morte del principe Momoze, in una corpulenta bestia ricoperta di spine e tentacoli terminanti in bocche dentate, con i quali ha minacciato Hanzo. Sembra avere il potere di isolare la stanza in cui si trova il principe in uno spazio separato, assieme a tutti i suoi occupanti; chiunque la lasci, non può più rientrarvi, trovandosi invece in una stanza completamente vuota.
Woble Hoicoro (ワブル•ホイコーロ?, Waburu Hoikōro)
Quattordicesimo principe di Kakin, figlia di Oito. Nonostante sia ancora una neonata è costretta a partecipare anche lei alla sanguinosa guerra per la successione del trono e pertanto corre anch'essa il rischio di essere assassinata. Sua madre pur di proteggerla ha fatto in modo che le fosse assegnato Kurapika come guardia del corpo e la bambina svilupperà un forte legame con il ragazzo. la sua bestia guardiana è sconosciuta, Kurapika percepisce solo un alone nero intorno a lei.

### Mafia di Kakin
La malavita dell'Impero di Kakin è governata da tre grandi famiglie mafiose: gli Xi-Yu, gli Heil-ly e gli Cha-Ra. Ognuna delle famiglie è guidata dal figlio illegittimo di un re di Kakin e ha il sostegno di un legittimo erede al trono. Questi figli vengono definiti Secondalsi (二線者?, Nisenmono), e, nel momento in cui nascono, vengono sfregiati sul viso da due cicatrici per rimarcare ulteriormente il loro status. Sono autorizzati a vivere e ricevono ampi privilegi nel mondo sotterraneo solo a condizione che rimangano per sempre nell'ombra. Attualmente, i membri di tutte e tre le famiglie si sono imbarcati sulla Black Whale al fine di proteggere i loro interessi nel Continente Oscuro.
Onior Longbao (オニオール•ロンポウ?, Oniōro Ronpou)
Boss della famiglia mafiosa Xi-Yu (シュウ•ウ一家?, Shū-u Ikka), che si occupa del traffico di esseri umani e della distribuzione dei beni, il cui benefattore è il terzo principe Zhang Lei. È uno dei fratellastri di Naisubi Hoicoro, riconoscibile dal ciuffo di capelli in cima alla sua testa (che le fa assumere la forma di una cipolla) e dalle due cicatrici parallele che segnano la sua fronte. Considera la vita, le risorse e il potere come una lotta per la supremazia, una sorta di equilibrio in cui i pochi abbienti devono proteggersi dalla maggioranza dei non abbienti.
Morena Prudo (モレナ•プルード?, Morena Purūdo)
Boss della famiglia mafiosa Heil-Ly (エイ•イ一家?, Ei-i Ikka), sorgente principale delle transazioni tra mercato nero e aristocrazia, il cui benefattore è il quarto principe Tserriednich. È la figlia illegittima nata da Naisubi Hoicoro e da una sua serva, riconoscibile dalle due cicatrici parallele che le attraversano l'occhio sinistro, dalla fronte al collo. A causa di esse, Morena ha sviluppato un comportamento profondamente distruttivo, indifferente verso la vita (compresa la sua), con l'unico obiettivo di distruggere un mondo che lei percepisce come ingiusto e assolutamente disgustoso. Dopo essere salita sulla Black Whale, Morena ordina ai membri della sua famiglia di uccidersi a vicenda, fino a farne rimanere solo 22. Dopodiché, li sottopone tutti alla sua abilità nen, sguinzagliandoli per creare il caos a bordo.
La sua abilità prende il nome di Contaminazione batterica (恋のエチュード?, Etude of Love), con cui può "infettare" altre 22 persone attraverso la sua saliva. I membri infetti guadagneranno dei livelli uccidendo altre persone, aumentando così la loro aura e il loro potere. Una volta raggiunto il livello 20, un'abilità unica si manifesterà, e chi arriverà al livello 100 diverrà un paziente zero, capace di creare una nuova comunità di infetti. Uccidere una persona comune vale un livello, ucciderne una con abilità nen ne vale 10, mentre uccidere uno dei principi vale 50 livelli.
Brocco Li (ブロッコ•リー?, Burokko Rī)
Boss della famiglia mafiosa Cha-Ra (シャ•ア一家?, Sha-a Ikka), che controlla tutte le merci sul ponte 5 della Black Whale, e il cui benefattore è il settimo principe Luzurus. È uno dei fratellastri di Naisubi Hoicoro, riconoscibile dai suoi capelli in stile afro e dalle due cicatrici parallele che scorrono orizzontalmente sul suo naso.
Sembra condividere il concetto di equilibrio di suo fratello Onior, considerando i membri della Brigata Fantasma come elementi pericolosi e destabilizzanti.

## Altri
Battera (バッテラ?)
Un ricchissimo miliardario che investe il suo patrimonio nell'acquisto delle copie del videogioco Greed Island e paga tutti i giocatori in modo che almeno uno di essi termini in gioco e ritorni nel mondo reale con tre carte incantesimo. Verso la fine della serie scopriamo che Battera ha speso tutti questi soldi e fatto tanta fatica per ottenere l'incantesimo Ala dell'Arcangelo, unica maniera per guarire la sua giovane fidanzata prima che morisse. Dopo che Tsezguerra fallisce nel completare il gioco ed è obbligato ad abbandonare Greed Island per non finire ucciso da Genthru, viene colto da una sorta di disperazione perché la sua fidanzata muore e liquida tutti i suoi dipendenti. Successivamente paga Tsezguerra per il suo servizio e poi sparisce nel nulla. È doppiato in italiano da Mario Scarabelli nella serie OAV e da Roberto Fidecaro nella serie del 2011.
Mito Freecss (ミト＝フリークス?, Mito Furikusu)
È la cugina di Ging, benché Gon la chiami "zia". È la padrona di una locanda sull'Isola Balena e accudisce Gon fin da quando Gin lo lasciò, ancora piccolissimo. È come una seconda madre per Gon (e successivamente per Killua) ed è severa ma sempre presente e affettuosa. È lei che dà il permesso a Gon, dopo una clausola rispettata (pescare un enorme pesce conosciuto come Il Re del Fiume) di partecipare all'esame per diventare hunter. In passato quando erano piccoli Mito, era molto affezionata a Jin. Non comprese mai il motivo per cui Jin decise all'improvviso di lasciare l'isola e diventare un Hunter benché avesse solo 12 anni. Jin accenna solo che c'era qualcosa che desiderava molto, ma non rivelò mai di cosa si trattava. Mito assalì di parole Jin ma non ottenne risposta e il giorno dopo partì, senza salutare nessuno sull'isola. Mito prese male come Jin si era comportato, arrivando a considerarlo un egoista che pensa solo a se stesso e col tempo, arrivò al punto di disprezzarlo. Dopo la sua partenza dall'isola non lo vide più. Il giorno stesso della sua partenza, i genitori di Mito, morirono in un incidente stradale, e il padre di Jin durante una battuta di pesca. Dieci anni dopo Jin si ripresentò sull'isola col figlio Gon appena un bambino chiedendo alla nonna paterna di prendersene cura. Mito intervenne apertamente insistendo che si sarebbe presa lei cura di Gon. Alle domande di Jin su chi fosse la madre, lui disse solo che si erano separati.
Mito non sopportando più il comportamento di Jin, esclamò furibonda di andarsene e di non mettere mai più piede sull'isola, cacciandolo via. Jin nonostante ciò, lasciò una scatola con l'anello e la memory card di Greed Island a Mito, insistendo di darla a Gon quando sarebbe diventato un Hunter. Mito crebbe Gon cercando in tutti i modi di cancellare Jin dalle loro vite, non volendo che anche lui diventasse un Hunter, e che andare alla ricerca di Jin avrebbe portato solo problemi, raccontando invece che i suoi genitori erano morti in un incidente stradale. Più volte Mito cercò di buttare la scatola di Jin ma la nonna la recuperò sempre dal bidone dell'immondizia, insistendo che non se ne voleva sbarazzare apertamente. Quando alla fine Gon, ormai cresciuto comprese la verità, Mito decise infine di raccontargli tutto quello che sapeva.
È doppiata in italiano da Cristiana Lionello (serie 1998) e Marta Altiner (serie 2011)
Zepile
È un abile contrattatore che Gon e Killua incontrano a York Shin City, li aiuta nelle aste e consente loro di riconquistare la licenza di hunter di Gon, impegnata per comprare l'accesso all'asta di ،Southernpiece Auction. Dopo aver incontrato i due ragazzi, decide di diventare anche lui un hunter per diventare ricco e potente, ma viene sconfitto nella sessione dell'anno successivo proprio da Killua. È doppiato in italiano da Alberto Bognanni nella serie del 2011.
Beyond Netero (ビヨンド•ネテロ?, Biyondo Netero)
È il figlio del leggendario presidente dell'Associazione Hunter Netero. Beyond è un uomo di mezza età molto alto e possente, con lunghi capelli e barba neri e il volto segnato da cicatrici. Ha un personalità molto simile a quella del padre, è molto sicuro di sé e possiede un notevole carisma. Molti anni prima dell'inizio della storia partecipò a una spedizione con il padre per il Continente Oscuro, ma dopo il suo fallimento, Netero gli proibì di fare un altro tentativo finché sarebbe rimasto in vita. Dopo la morte di Netero, si rivela al pubblico e con il sostegno di Natsubi Hoicoro, re del paese di Kakin, organizza un'altra spedizione per il Continente Oscuro, composta da dieci persone tra cui Pariston. Ciò causa una forte opposizione da parte delle cinque nazioni più potenti del mondo (conosciute anche come il V5), tuttavia Beyond stringe un accordo con il V5 e l'Associazione Hunter, accettando di continuare la spedizione sotto la costante vigilanza dello Zodiaco. Si scoprirà che Beyond ha avuto numerosi figli e figlie e alcuni di essi sono stati asseganti come guardie del corpo ai principi. Trent'anni prima, Beyond costrinse giovani militari d'alto rango kakin a sposarsi in falsi matrimoni con le sue mogli ancora incinte. I bambini nati, venivano cresciuti dalle madri e poi mandati a scuole militari, ma impose a loro una maledizione di nen potentissima e quasi impossibile da togliere, trasformandoli in sacrifici viventi. Il loro scopo era quello di uccidere determinati bersagli e quando sarebbe giunto il momento la maledizione si sarebbe attivata.
Izunami
È il maestro di Kurapika. Veste sempre con un kimono di arti marziali, lasciando intendere di essere un combattente esperto in grado di usare il Nen. Poco dopo che Kurapika ottenne la licenza di Hunter, Izunami gli si parò contro dichiarando che il destino li aveva fatti incontrare. Si offrì di fargli da maestro con l'intento di insegnargli le basi del Nen. Kurapika inizialmente rifiutò, ma fu costretto a cambiare idea dal momento che Izunami mostrò delle doti fuori dall'ordinario riuscendogli a rubare la licenza senza alcuno sforzo. Durante l'allenamento, Izunami capì subito che Kurapika fosse assetato di vendetta nei confronti della brigata fantasma per avere sterminato il suo clan; cercò di avvertirlo, ma capì subito che fu impossibile poiché su Kurapika graverà sempre la responsabilità e la memoria di tutta la tribù. Inuzami è infine chiamato da Kurapika per partecipare all'incoronazione dei principi verso il continente oscuro.